# Scott Bigelow
Scott Charles Bigelow (* 1. September 1961 in Asbury Park, New Jersey; † 19. Januar 2007 in Hudson, Florida) war ein US-amerikanischer Wrestler und Schauspieler, besser bekannt als Bam Bam Bigelow. Bigelow galt als einer der agilsten „großen“ Wrestler in der Geschichte. Auffällig war das Tattoo, welches seinen Kopf schmückte. Dieses hatte er sich bereits im Alter von 16 Jahren stechen lassen. Sein Spitzname leitete sich von der Figur „Bamm-Bamm Rubble“ („Bamm-Bamm Geröllheimer“) der englischen Ausgabe der Serie Familie Feuerstein ab.

## Karriere

### Beginn
Bigelow hatte sich bereits in seiner Jugend an der High School mit einigem Erfolg als Ringer versucht. Später arbeitete er als Bodyguard für Bruce Springsteen, als Türsteher und als Kopfgeldjäger.
Nachdem er sich in der Monster Factory von Larry Sharpe zum Wrestler ausbilden hat lassen, debütierte er in Memphis (Tennessee) als böser Russe namens Crusher Yurkov, ein Gimmick, das sich Fritz von Erich ausgedacht hatte. Dessen WCCW-Promotion und New Japan Pro-Wrestling waren Bigelows nächste Karriereschritte.

### World Wrestling Federation
1987 wurde die World Wrestling Federation (heute World Wrestling Entertainment) auf Bigelow aufmerksam. Hier durfte er bei der Survivor Series im Team von Hulk Hogan antreten und in einer 1:3-Unterzahlsituation noch zwei Wrestler eliminieren, bevor er sich André the Giant beugen musste. 
Im Laufe des Jahres 1988 verlor Bigelow aufgrund von Knieproblemen seinen Job und ging zurück zu New Japan Pro-Wrestling, wo er ein erfolgreiches Tag Team mit Big Van Vader bildete.
Am 26. Oktober 1992 kehrte er in die WWF zurück. Nun fehdete er mit Tatanka und Doink the Clown. Später mimte er einen Teil der „Million Dollar Corporation“ um Ted DiBiase. Hierbei durfte er auch 1995 den Hauptkampf in der größten Wrestlingshow des Jahres, Wrestlemania, gegen den American-Football-Spieler Lawrence Taylor bestreiten.
In der Folgezeit trat er allerdings wieder in der Midcard an. Nach Backstageproblemen verließ er die WWF Ende 1995.

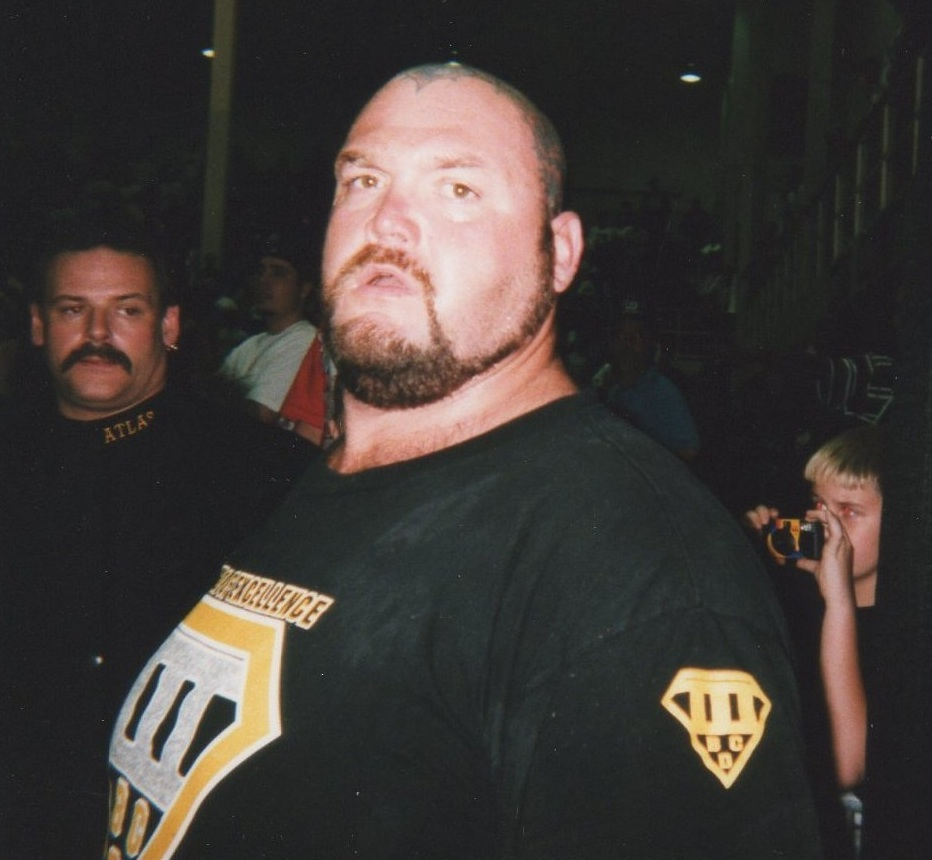
Bam Bam Bigelow

### Extreme Championship Wrestling
1996 hatte Bigelow einen kurzen Ausflug zum Shootfighting, wo er gegen Kimo Leopoldo unterlag. Ansonsten trat er bei kleineren Promotions auf und errang u. a. den Northeast Heavyweight Title der NWA und den 6-Men Title der japanischen Wrestling Association R. Zwischenzeitlich hatte er auch zwei Auftritte bei der Extreme Championship Wrestling (ECW), bei denen er Terry Gordy und Mick Foley gegenüberstand.
Zwischen Frühling 1997 und November 1998 arbeitete er schließlich Vollzeit für die ECW. Hier bildete er mit seinen Freunden Chris Candido und Shane Douglas ein Team namens Triple Threat und durfte sich legendäre Matches mit Taz liefern. In der ECW durfte Bigelow erstmals einen World Championship Title erringen.

### World Championship Wrestling
1998 unterschrieb Bigelow einen gutdotierten Vertrag mit Ted Turners World Championship Wrestling (WCW) und wurde sogleich in eine Fehde mit dem damaligen Aushängeschild Bill Goldberg gesteckt, die er recht schnell verlor. Später half er die Hardcore-Division der WCW zu etablieren, indem er mit anderen ehemaligen ECW-Legenden, wie Raven und Hardcore Hak (der in der ECW als Sandman antrat) fehdete.
Im Laufe des Frühjahrs 1999 durfte er an der Seite von Dallas Page und Chris Kanyon die WCW World Tag Team Title erringen.
Im Sommer 2000 machte Bigelow Schlagzeilen, als er zwei Kinder aus einem brennenden Haus rettete und sich dabei schwere Verbrennungen zuzog.
Als die WCW von der WWF übernommen wurde, entschloss sich Bigelow, seinen Vertrag, der direkt über Time Warner lief, abzusitzen und eine Pause einzulegen.

### Ruhestand und Tod
Nach dem Ende der WCW eröffnete Bigelow ein Restaurant namens Bam Bam Bigelow's Deli in Salem Township in Wayne County, Pennsylvania, welches allerdings bald in Konkurs ging.
Sportlich musste er aufgrund diverser Verletzungen kürzertreten.
In den letzten Lebensjahren geriet Bigelow in schwere finanzielle Schieflagen.
Am frühen Morgen des 19. Januar 2007 wurde Bigelow tot in seiner Wohnung aufgefunden. Als Ursache wurden eine Überdosis Kokain und Benzodiazepine diagnostiziert. Er hinterließ neben seiner Lebensgefährtin April Madison drei Kinder, Shane Bigelow (* 1988), Scott Colton Bigelow (* 1995) und Ricci Bigelow (* 1998), die bei seiner Ex-Frau in New Jersey leben.

## Filmografie
- 1987 California Bulls (1st & Ten) (TV-Serie; 1 Folge)
- 1992: Snake Eater III: His Law
- 1995: Auf Kriegsfuß mit Major Payne (Major Payne)
- 1996: Joes Apartment – Das große Krabbeln (Joe's Apartment)
- 1999: Icebreaker
- 2000: Ready to Rumble

## Erfolge

### Titel
- Extreme Championship Wrestling
  - 1× ECW World Heavyweight Champion
  - 1× ECW World Television Champion
- Mid-Southern Wrestling
  - 1× Mid-Southern Heavyweight Champion
- National Wrestling Alliance
  - 1× NWA Northeast Champion
- New Japan Pro-Wrestling
  - 1× IWGP Tag Team Champion mit Big Van Vader
- Universal Superstars of America
  - 1× USA-Champion
- USA Xtreme Wrestling/USA Pro Wrestling
  - 2× UXW / USA Pro Heavyweight Champion
- World Championship Wrestling
  - 1× WCW Hardcore Champion
  - 1× WCW World Tag Team Champion mit Diamond Dallas Page
- World Class Championship Wrestling
  - 1× WCCW Television Champion
- World Class Wrestling Association
  - 1× WCWA Television Champion
- Wrestle Association R
  - 1× WAR World Six Man Tag Team Champion mit Hiromichi Fuyuki und Youji Anjoh